# Trabajadores (газета)
«Трабахадорес» (исп. Trabajadores, «Трудящиеся») — кубинская еженедельная газета, официальный печатный орган Профсоюзного центра трудящихся Кубы, одна из крупнейших газет страны.

## История
Издание газеты началось в июне 1970 года. В 1981 году тираж газеты составлял 96 тыс. экземпляров, в 1989 году - 120 тыс. экземпляров.
В апреле 1997 года началась публикация материалов газеты в сети Интернет, в дальнейшем начал работу официальный интернет-сайт издания (на английском и испанском языках).
В 2006 году тираж газеты составлял около 150 тыс. экземпляров.